# Other Side of Love
Other Side of Love is een nummer van de Jamaicaanse zanger Sean Paul uit 2013. Het is de eerste single van zijn zesde studioalbum Full Frequency.
Waar Sean Paul eerder vooral dancehall liet horen, zoekt hij met "Other Side of Love" meer de (electro)pop op. Het nummer, dat gaat over een mislukkende relatie, werd in een paar landen een hit. De Amerikaanse hitlijsten werden echter niet gehaald. In Nederland bereikte de plaat, ondanks enige airplay op de radio, ook geen hitparades. In Vlaanderen bereikte het nummer de 33e positie in de Tipparade.

## Tracklijst
Cd-single
1. "Other Side of Love" - 3:06